# My Destiny (álbum de Yomo)
My Destiny (en español: Mi destino) es el primer y único álbum de estudio del cantante de reguetón Yomo. Fue publicado el 25 de noviembre de 2008 a través del sello discográfico Black Pearl International Records. En el álbum hay colaboraciones con Carly Tones, Julio Sanabria, Julio Voltio y los dúos Jowell & Randy, Ñejo & Dálmata.
Uno de los sencillos, «Descará», tuvo una remezcla junto a Wisin & Yandel, del cual se tuvo pensado un vídeo musical grabado en Las Vegas, mientras cumplía con una gira en Estados Unidos. La canción homónima fue dedicado a un amigo de infancia fallecido en un accidente escolar.

## Antecedentes
Gold Star Music, el sello discográfico donde estuvo firmado desde 2005, estuvo atravesando una crisis interna que derivó en la turbulenta salida del dúo Trébol Clan en noviembre de 2007 y unos meses después, Yomo también tuvo que pagar por su salida de $200 000 con ayuda del sello Black Pearl International Record, quién lo firmó. Esto cambió sus planes originales en mente, ya que su álbum debut tenía por nombre El cuarto bate y tuvo como promoción el sencillo «Perro sato». Aquella canción fue una respuesta ante el comentario de Don Omar, además de aclarar sus intenciones de publicar una canción nueva cada mes como promoción.
A pesar de tener nueva disquera, la publicación de su álbum tuvo problemas por una supuesta solicitud de cese y desista realizado por Javier “Cholo” Gómez, socio de Gold Star, quién alegaba la paga de $30 000 extras por el release del cantante. Black Pearl presentó un comunicado, describiendo que no ha recibido una orden judicial, y que el álbum va a continuar vendiéndose en tiendas y de manera digital.

## Lista de canciones
| N.º   | Título                                                                 | Productor(es)                  | Duración |  |
| 1.    | «Yomo/Berto (Intro)» (con Randy)                                       | DJ Blass                       | 4:25     |  |
| 2.    | «Tú te las trae'»                                                      | DJ Blass                       | 3:30     |  |
| 3.    | «Descará»                                                              | DJ Memo                        | 4:48     |  |
| 4.    | «Mi mujer»                                                             | Eliot “El Mago de Oz”          | 3:32     |  |
| 5.    | «Secreto»                                                              | Walde “The Beatmaker”          | 3:53     |  |
| 6.    | «Hacerte mía»                                                          | Javier Rivera Torres           | 3:25     |  |
| 7.    | «Por las bocinas»                                                      | DJ Memo                        | 5:08     |  |
| 8.    | «No te sientas mal»                                                    | DJ Memo                        | 4:51     |  |
| 9.    | «Gótica satica»                                                        | DJ Giann · Dexter & Mr. Greenz | 3:45     |  |
| 10.   | «Amor de luna» (con Carly Tones)                                       | DJ Memo                        | 3:40     |  |
| 11.   | «Del campo pa' la ciudad» (con Julio Sanabria)                         | DJ Memo                        | 3:02     |  |
| 12.   | «Tú te las trae' (Remix)» (con Voltio, Jowell & Randy, Ñejo & Dálmata) | DJ Blass                       | 4:55     |  |
| 13.   | «My Destiny»                                                           | Joel Cruz                      | 7:36     |  |
| 56:20 |                                                                        |                                |          |  |

| Bonus tracks |                                                 |                                 |          |  |
| N.º          | Título                                          | Productor(es)                   | Duración |  |
| 14.          | «Descará (Remix)» (con Wisin & Yandel)          | DJ Memo · Haze · Nesty · Víctor | 5:02     |  |
| 15.          | «Descará (Versión salsa)» (con Víctor Manuelle) | Cristian Nieves                 | 4:54     |  |
| 01:06:16     |                                                 |                                 |          |  |

## Posicionamiento en listas
| Listas (2008)                        | Mejor posición |
| ------------------------------------ | -------------- |
| Estados Unidos (Latin Rhythm Albums) | 14             |